# Conte di Portarlington
Conte di Portarlington è un titolo nobiliare inglese nella Parìa d'Irlanda.

## Storia

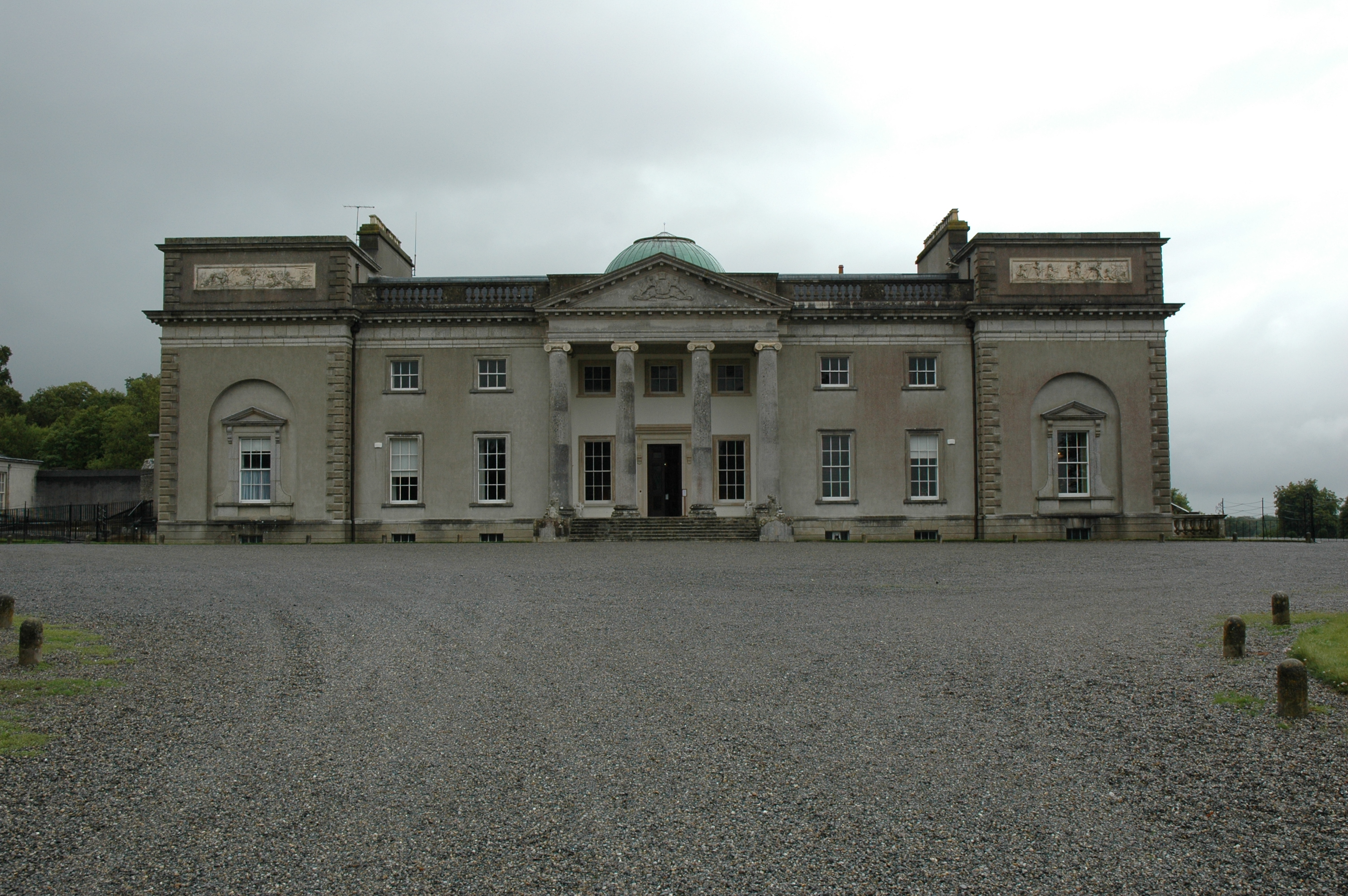
Emo Court, sede dei conti di Portarlington.

Il titolo venne creato nel 1785 per John Dawson, I conte di Portarlington, che già era stato parlamentare per la camera dei comuni irlandese. Questi era figlio di William Dawson, I visconte Carlow, che era stato parlamentare per la costituente di Portarlington e Queen's County nella camera dei comuni irlandese, ed era stato creato Barone Dawson, di Dawson's Court nel Queen's County, nel 1770, e Visconte Carlow, nella Contea di Carlow, nel 1776. Questi titoli vennero riconosciuti nella Parìa d'Irlanda.
Il I conte venne succeduto dal figlio primogenito, il II conte, il quale fu colonnello del 23° dragoni ma scomparve la notte prima della Battaglia di Waterloo e pertanto non prese parte alla battaglia. Divenne reperibile il giorno dopo e venne spostato al 18° ussari e dopo la battaglia venne costretto a rinunciare ai propri incarichi; caduto ormai in disgrazia, finì 'morendo in una oscura baracca londinese'.
Non si sposò mai e venne succeduto da suo nipote, il III conte, il quale era figlio del capitano Henry Dawson, figlio secondogenito del I conte, che assunse il cognome di Damer ereditando la grande residenza di Milton Abbey nel Dorset da sua zia lady Caroline Damer. Lord Portarlington sedette nella camera dei lords britannica come rappresentante irlandese dal 1855 al 1889.
Alla sua morte i titoli passarono a suo cugino, il IV conte. Questi era figlio del colonnello George Dawson-Damer, III figlio del I conte. Lord Portarlington rappresentò Portarlington alla camera dei comuni britannica tra le file dei conservatori e venne succeduto da suo figlio, il V conte che fu rappresentante irlandese al parlamento dal 1896 al 1900. Attualmente i titoli sono passati al pronipote di questo, il VII conte, che è succeduto al nonno nel 1959. Questi è inoltre figlio di George Lionel Seymour Dawson-Damer, visconte Carlow, proprietario del Corvinus Press, ucciso sul campo nel 1944.
La sede della famiglia è Gledswood House, presso Melrose, Roxburghshire. La sede formale della famiglia è Emo Court, presso Emo, Contea di Laois.

## Visconti Carlow (1776)
- William Henry Dawson, I visconte Carlow (1712–1779)
- John Dawson, II visconte Carlow (1744–1798) (creato Conte di Portarlington nel 1785)

## Conti di Portarlington (1785)
- John Dawson, I conte di Portarlington (1744–1798)
- John Dawson, II conte di Portarlington (1781–1845)
- Henry John Reuben Dawson-Damer, III conte di Portarlington (1822–1889)
- Lionel Seymour William Dawson-Damer, IV conte di Portarlington (1832–1892)
- George Lionel Henry Seymour Dawson-Damer, V conte di Portarlington (1858–1900)
- Lionel Arthur Henry Seymour Dawson-Damer, VI conte di Portarlington (1883–1959)
- George Lionel Yuill Seymour Dawson-Damer, VII conte di Portarlington (n. 1938)

L'erede apparente è il figlio dell'attuale detentore del titolo, Charles George Yuill Seymour Dawson-Damer, visconte Carlow (n. 1965).